# Piotr Paweł Szymański
Piotr Paweł Beniamin Szymański OFMCap (ur. 18 czerwca 1793, zm. 15 stycznia 1868 w Łomży) – duchowny katolicki, kapucyn, prowincjał i komisarz generalny polskiej prowincji kapucynów, 18 września 1856 mianowany biskupem podlaskim (po siedemnastoletnim wakacie w diecezji), konsekrowany 1 lutego 1857.

## Życiorys
Nie uległ władzom rosyjskim, bowiem był bezwzględnie posłuszny papieżowi i Stolicy Apostolskiej. Otaczał opieką unitów, nie zdołał zapobiec kasacie kilkunastu klasztorów w diecezji oraz konfiskacie majątków diecezjalnych. W maju 1867 diecezja podlaska została skasowana ukazem carskim, a biskup wywieziony do klasztoru kapucynów w Łomży, gdzie zmarł i został pochowany. Do Łomży przywiózł ze sobą ukryty obraz Matki Bożej z sanktuarium w Leśnej Podlaskiej (zastąpiony in situ kopią).
Ewa Jabłońska-Deptuła uważa, że był jedyną wielką osobowością wśród polskich kapucynów lat dwudziestych XIX wieku, a jego szczególna zasługę stanowiło zreformowanie zakonu. Mimo tego padał ofiara krytyki i intryg. Maria Jehanne Wielopolska wydała w 1913, opatrzony przedmową Stefana Żeromskiego, paszkwil Kryjaki, w którym rozdział poświęciła księdzu Stanisławowi Brzósce. W części tej stworzyła szeroko potem rozpowszechniony mit o rzekomo wrogim doń nastawieniu biskupa Szymańskiego. Było to źródło późniejszej dezinformacji, wykorzystywane chętnie przez publicystów antyklerykalnych i marksistowskich, w tym m.in. Romana Wareckiego (Ołtarz i tron. Szkice historyczne, 1960), Józefa Siemka (Śladami klątwy, 1966), czy anonimowego dzinnikarza Trybuny Ludu (22 maja 1955).